# 2757 Кріссер
2757 Кріссер (2757 Crisser) — астероїд головного поясу, відкритий 11 листопада 1977 року.
Тіссеранів параметр щодо Юпітера — 3,171.